# Juan Muñoz Muñoz
Juan Muñoz Muñoz (Utrera, 12 de novembro de 1995) é um futebolista profissional espanhol que atua como atacante, atualmente defende o União de Leiria.

## Carreira
Juan Muñoz Muñoz foi revelado pelo Sevilla FC, ingressando em 2014 no elenco profissional.